# Taum Sauk Mountain
Der Taum Sauk Mountain ist mit seinen 540 Metern die höchste Erhebung des Iron County und des US-Bundesstaates Missouri. Er befindet sich in den Saint Francois Mountains und in der Nähe seines Gipfels steht ein Aussichtsturm, genannt Taum Sauk Lookout Tower. Auf der Spitze der Erhebung ist eine Granitplatte lokalisiert, welche den Zweck eines Gipfelkreuzes erfüllt. Einige Kilometer westlich liegt das Pumpspeicherwerk Taum Sauk.